# Nicolae Tincu Velia
Nicolae Tincu Velia (1814 - 1867) a fost un protopop și profesor român, militant în Revoluția de la 1848.
Preot și istoric, s-a născut în localitatea Ticvaniu Mare, comitatul Caraș-Severin, în anul 1814 și a făcut studii la Oravița și Seghedin. A fost secretar consistorial și profesor la Secția românească a Seminarului din Vârșeț (1839-1860), asesor consistorial onorar al Episcopiei Vârșețului și administrator protopopesc la Vârșeț (1865-1867). A avut un rol de seamă în Revoluția din 1848 și a militat pentru autonomia Bisericii Românești din Banat prin separarea de Biserica Ortodoxă Sârbă.
Este autor de lucrări istorice și literare. A decedat în 16 octombrie 1867 în Vârșeț, Serbia, unde este și înmormântat.